# Víctor Espárrago
Víctor Rodolfo Espárrago Videla (Montevideo, 6 de octubre de 1944) es un exfutbolista y entrenador uruguayo. Jugaba comúnmente de centrocampista. Como jugador se destacó en el Club Nacional de Football con el que ganó seis campeonatos uruguayos y cinco copas internacionales en nueve temporadas, y representando a la selección uruguaya en tres Mundiales. También jugó en España, en el Sevilla y el Recreativo de Huelva. Fue entrenador de Nacional y de varios equipos de España.

## Trayectoria

### Como futbolista
Espárrago fue un futbolista polifuncional, habiéndose desempeñado a lo largo de su carrera como centrocampista armador, enganche y de contención, además de como delantero por ambos flancos del ataque y aún como centro-delantero. Comenzó jugando en las divisiones formativas de Danubio. Pasó a fines de 1960 a Cerro donde, dirigido por Ondino Viera, debutó en primera en 1961. Entre ese año y 1966 fue titular como puntero derecho, siendo partícipe entre otros partidos memorables, de la inauguración del Estadio Luis Tróccoli el 24 de agosto de 1964.
En 1966 pasó a Nacional donde debutó el 26 de marzo contra el club La Luz. Obtuvo ese año el Campeonato Uruguayo dirigido por Roberto Scarone. Integró el equipo histórico de Nacional que obtuvo el tetracampeonato en 1969, 1970, 1971 y 1972, la Copa Libertadores de 1971, la Copa Intercontinental de 1971, y la Copa Interamericana de 1972.
En 1973 pasó al Sevilla F. C. para las temporadas 73-74 a 75-76, siendo uno de los primeros extranjeros que llegaron al fútbol español tras un veto histórico de veinte años a futbolistas que no fueran españoles o nacionalizados. Pasó luego al Recreativo Huelva para las temporadas 1975-76 a 78-79 participando en el primer ascenso a la máxima categoría en la historia del decano ibérico en la temporada 1977-78.
Tras una dura lesión volvió a Nacional en 1979, repitiendo varios de los logros de su primera etapa: el Campeonato Uruguayo de 1980, la Copa Libertadores de 1980, y la Copa Intercontinental de 1980. Finalmente, se retiró en 1982. Defendió a Nacional, sumando sus dos etapas en el club, en 431 partidos convirtiendo 62 goles.
Integró la Selección de América, que venció 7 a 6 en tanda de penales a la Selección de Europa el 31 de octubre de 1973.

## Selección nacional
Fue internacional con la selección de Uruguay entre 1965 y 1974. Integró el plantel celeste en tres mundiales: 1966, 1970 y 1974. En el primero de ellos solamente integró el plantel y jugó partidos en la gira previa, pero no tuvo minutos en el Mundial propiamente dicho. En el Mundial de 1970 marcó el único gol en la victoria celeste sobre la Unión Soviética por los cuartos de final.

## Como entrenador
Tras su retiro asumió inmediatamente en Nacional como entrenador de divisiones formativas y poco después como Director técnico del plantel principal, obteniendo el Campeonato Uruguayo de 1983 con lo que por más de veinte años fue la mayor diferencia entre Nacional y Peñarol.
En España dirigió primero el Recreativo Huelva (temporadas 1985/86 y 1986-87), donde estuvo a punto de conseguir el ascenso a Primera División en dos oportunidades. Pasó luego a dirigir el Cádiz (temporada 1987-88), llevando al club gaditano a su mejor posicionamiento histórico en la Liga española, al ubicarse en el duodécimo puesto. Posteriormente dirigió el Valencia (temporadas 1988-89 a 1990-91), obteniendo el tercer puesto de la liga en su primera temporada, y el subcampeonato en la siguiente. El Diario Marca lo nombró como Mejor Técnico de la Temporada. Dirigió luego el Sevilla (temporada 1991-92), el Albacete (temporadas 1992-93 y 1993-94), el Valladolid (temporada 1994-95), nuevamente el Sevilla (temporada 95-96), y el Real Zaragoza (temporada 1996-97).
Tras algunos años de inactividad retornó en la temporada 2004-05 a comandar el Cádiz, a la sazón en Segunda División, obteniendo el ascenso a primera. El Cádiz descendió a la temporada siguiente, pero el respeto ganado por Espárrago llevó a que la dirigencia del club gaditano lo mantuviera al frente de su primer plantel hasta el final de la temporada.
A comienzos de 2010 volvió a dirigir el Cádiz.

### Participaciones en Copas del Mundo
| Mundial              | Sede                | Resultado        | Partidos | Goles |
| -------------------- | ------------------- | ---------------- | -------- | ----- |
| Copa Mundial de 1966 | Inglaterra          | Cuartos de final | 0        | 0     |
| Copa Mundial de 1970 | México              | 4° puesto        | 6        | 1     |
| Copa Mundial de 1974 | Alemania Occidental | Primera fase     | 3        | 0     |

## Clubes

### Como futbolista
| Club                 | País    | Año        |
| -------------------- | ------- | ---------- |
| Danubio              | Uruguay | div. form. |
| Cerro                | Uruguay | 1961-1966  |
| Nacional             | Uruguay | 1966-1973  |
| Sevilla              | España  | 1973-1975  |
| Recreativo de Huelva | España  | 1975-1979  |
| Nacional             | Uruguay | 1979-1982  |

### Como entrenador
| Club                 | País    | Año         |
| -------------------- | ------- | ----------- |
| Nacional             | Uruguay | 1983        |
| Recreativo de Huelva | España  | 1985 - 1987 |
| Cádiz                | España  | 1987 - 1988 |
| Valencia             | España  | 1988 - 1991 |
| Sevilla              | España  | 1991 - 1992 |
| Albacete             | España  | 1992 - 1994 |
| Real Valladolid      | España  | 1994        |
| Sevilla              | España  | 1996        |
| Real Zaragoza        | España  | 1996 - 1997 |
| Cádiz                | España  | 2004 - 2006 |
| Cádiz                | España  | 2010        |

## Palmarés

### Como jugador

#### Campeonatos nacionales
| Título                  | Club     | País    | Año  |
| ----------------------- | -------- | ------- | ---- |
| Campeonato Uruguayo (1) | Nacional | Uruguay | 1966 |
| Campeonato Uruguayo (2) | Nacional | Uruguay | 1969 |
| Campeonato Uruguayo (3) | Nacional | Uruguay | 1970 |
| Campeonato Uruguayo (4) | Nacional | Uruguay | 1971 |
| Campeonato Uruguayo (5) | Nacional | Uruguay | 1972 |
| Campeonato Uruguayo (6) | Nacional | Uruguay | 1980 |

#### Torneos internacionales
| Título                    | Club     | Sede       | Año  |
| ------------------------- | -------- | ---------- | ---- |
| Copa Libertadores (1)     | Nacional | Lima       | 1971 |
| Copa Intercontinental (1) | Nacional | Montevideo | 1971 |
| Copa Interamericana (1)   | Nacional | Montevideo | 1972 |
| Copa Libertadores (2)     | Nacional | Montevideo | 1980 |
| Copa Intercontinental (2) | Nacional | Tokio      | 1980 |

### Como entrenador

#### Campeonatos nacionales
| Título                  | Club     | País    | Año  |
| ----------------------- | -------- | ------- | ---- |
| Campeonato Uruguayo (1) | Nacional | Uruguay | 1983 |
| Segunda División (1)    | Cádiz    | España  | 2005 |